# Nine Lives (2005)
Nine Lives is een Amerikaanse dramafilm uit 2005 onder regie van Rodrigo García. Hij won met deze film de Gouden Luipaard op het filmfestival van Locarno.

## Verhaal
De film schetst de verhalen van negen verschillende vrouwen, die veel teleurstellingen hebben gekend in hun leven.

## Rolverdeling
- Elpidia Carrillo: Boni
- Aomawa Baker: Bewaker
- Miguel Sandoval: Ron
- Mary Pat Dowhy: Nicole
- Andy Umberger: Bewaker
- K Callan: Marisa
- Chelsea Rendon: Dochter van Sandra
- Robin Wright: Diana
- Jason Isaacs: Damian
- Sydney Tamiia Poitier: Vanessa
- Lisa Gay Hamilton: Holly
- Holly Hunter: Sonia
- Stephen Dillane: Martin
- Daniel Edward Mora: Receptionist
- Molly Parker: Lisa
- Amanda Seyfried: Samantha
- Sissy Spacek: Ruth
- Ian McShane: Larry
- Amy Brenneman: Lorna
- Mary Kay Place: Dr. Alma Wyatt
- Lawrence Pressman: Roman
- Pat Musick: Treurende
- Rebecca Tilney: Rebecca
- William Fichtner: Andrew
- Andrew Borba: Paul
- Aidan Quinn: Henry
- Kathy Baker: Camille
- Amy Lippens: Verpleegster
- Joe Mantegna: Richard
- Glenn Close: Maggie
- Dakota Fanning: Maria